# Anita Pointer
Anita Pointer (Oakland, California, 23 de enero de 1948-Los Ángeles, 31 de diciembre de 2022), fue una cantante de soul y R&B. Era la segunda hermana mayor de la formación musical The Pointer Sisters. Formó parte de la banda desde su creación en 1972. Tuvo una carrera moderadamente exitosa a mediados y finales de los 80s. Colaboró con diferentes bandas y álbumes, entre ellos "All star tribute to Cher" (2005), donde versiona el tema "Take me home".

## Infancia y familia
Pointer nació en Oakland, California, el 23 de enero de 1948, fue la cuarta de seis hijos de Sarah Elizabeth (de soltera Silas; 1924–2000) y el reverendo Elton Pointer (1901–1979). Aunque nació en California, los padres de Pointer eran nativos de Arkansas. Como resultado, su familia viajaba en automóvil casi todos los años desde California a Arkansas para visitar a los abuelos de Pointer que vivían en Prescott.
Durante ese tiempo, su madre le permitió quedarse con sus abuelos para asistir a quinto grado en McRae Elementary, séptimo grado en McRae Jr. High y décimo grado en McRae High School. Mientras estaba en Prescott, tocó el saxo alto como miembro de la banda de McRae High School. En 1969, Pointer renunció a su trabajo como secretaria para unirse a sus hermanas menores, Bonnie y June, para formar The Pointer Sisters.

## Carrera
Ella y sus hermanas alcanzaron la fama en 1973, cuando "Yes We Can Can" dirigida por Anita alcanzó el número 11 en el Billboard Hot 100. se convirtió en un éxito en las listas de música country y permitió que The Pointer Sisters se convirtiera en el primer grupo de mujeres negras en actuar en el Grand Ole Opry. "Fairytale" le valió al grupo su primer premio Grammy a la mejor interpretación country de un dúo o grupo, y una nominación al Grammy a la mejor canción country del año en 1975.
En el año de 1977 The Pointer Sisters se habían construido un nombre en la industria de la música con un Grammy en la categoría country, álbumes oro y un sencillo #1 en las listas R&B. En ese año la Hermana Bonnie Pointer abandono el grupo para construir una carrera en solitario en la cual tuvo canciones en el top 10 y en el top 20 del Hot 100 aunque nunca alcanzó el mismo éxito comercial que tuvo la banda.
Luego de la salida de Bonnie Anita se convirtió en la líder de la banda, The Pointer Sisters tendría un éxito comercial enorme en la discográfica Planet Records y con su productor más exitoso Richard Perry con el  cosecharian álbumes platino y hasta multiplatino ganando dos premios Grammys más y 3 american Music Awards. En 1986, junto con la superestrella del country Earl Thomas Conley en la canción "Too Many Times", alcanzó el número 2 en la lista de países y en 1987,  lanzó su primer álbum en solitario "Love for What It Is". El primer sencillo de su álbum, "Overnight Success", alcanzó el puesto 41 en la lista Billboard R&B. 

## Carrera en Solitario
Su éxito como solista comenzaría a mediados de 1986 cuando tuvo la oportunida de un dueto con la superestrella del country "Earl Thomas Conley" con el que llegaría a tener una canción #02 en las listas Country con la canción "Too many Times".
Anita Pointer asistió a los American Music Awards de 1987 como solista y presentó una categoría con "Earl Thomas Conley".
En 1987 Anita lanzaria su primer álbum como solista titulado "Love For What It Is". 
El álbum tuvo un moderado éxito, aunque gracias a ese álbum se abrieron nuevas oportunidades para ella...
Anita tuvo la oportunidad de promocionar su álbum en numerosos programas de la época como American Bandstand con [[Dick Clark], luego apareció en el programa Soul Train luego apareció en el Solid Gold y en el Show de Arcenio Hall.
El sencillo principal "Overnight Success", tuvo una buena posición en las listas de R&B llegando al #41 y teniendo un video musical. 
El segundo sencillo del álbum, "More Than a Memory", también llegó a las listas, alcanzando el puesto 70 de R&B en 1988. 
El álbum se destacó también por incluir un dueto con el cantate Philip Bailey en una de las canciones del álbum.
En 1998 Anita tuvo el honor de ser incluida en El "Salon de la Fama Negro de Arkansas".
. En 2015, Pointer se retiró de The Pointer Sisters debido a su mala salud.
En febrero de 2020, lanzó el libro Fairytale: The Pointer Sisters' Family Story, que fue coescrito con su hermano, Fritz Pointer. El libro narra los orígenes y la historia de la familia Pointer, además de mostrarse a sí mismas como jóvenes mujeres negras en el Área de la Bahía de San Francisco durante el movimiento por los Derechos Civiles y el Poder Negro de fines de la década de 1960. Además, describe las dificultades y los éxitos que encontraron a lo largo de sus carreras y comparte la historia de las listas de éxitos, la discografía y otras sorpresas en el camino. A lo largo del libro, los miembros de la familia también comparten sus recuerdos de la historia familiar de Pointer, incluida Bonnie, quien falleció en junio de 2020.

## Vida privada
En diciembre de 1965, a los 17 años, Pointer se casó con David Harper. Tuvieron una hija, Jada Rashawn Pointer, nacida el 9 de abril de 1966. Se divorciaron más tarde en 1966.
Su hija inspiró una de las canciones más populares de las Pointer Sisters, "Jada", escrita por el grupo y lanzada en su álbum debut en 1973. 
En octubre de 1981, Pointer se casó con Richard Gonzalez. Pointer y González luego se divorciaron.
en el año 2003 su única hija Jada Harper falleció a concecuencia de cáncer lo que dejó a cargo a Anita de Su nieta. Su hija ya había trabajado con ella  participando en los coros de su álbum y canto los coros con Anita en el Show de Arcenio Hall.
El hermano mayor de Pointer, Aaron Pointer, fue jugador de la MLB y luego árbitro de la NFL. Su primo, Paul Silas, era jugador de la NBA y entrenador en jefe.
En octubre de 2021, se suponía que Pointer participaría en la temporada 6 de The Masked Singer, como parte de un dúo con su hermana Ruth, quien reveló que Pointer no había actuado porque estaba lidiando con una enfermedad.

## Fallecimiento
Pointer murió de cáncer en su casa de Los Ángeles el 31 de diciembre de 2022, a la edad de 74 años. Murió rodeada de su familia, según su portavoz Roger Neal. Su hija Jada murió de cáncer a los 37 años en 2003. Su hermana June murió en 2006 debido a un cáncer.
Pointer tenía un valor neto estimado de 5 millones de dólares en el momento de su muerte.

## Discografía
| Año  | Título              | Discográfica |
| ---- | ------------------- | ------------ |
| 1987 | Love for what it is | RCA          |